# Muntanya Wuyi
La muntanya Wuyi (en xinès: 武夷山, pinyin: Wǔyíshān) és una muntanya situada en la prefectura de Nanping, xinès: 武夷山; pinyin: Wǔyíshān el nord de la província de Fujian, a la Xina. Arriba a una altura de 650 msnm. La regió és molt coneguda pel te Wuyi Yancha.
La muntanya Wuyi va ser declarada per la Unesco com a reserva de la biosfera en 1987 i com a Patrimoni de la Humanitat al desembre de 1999, amb una àrea protegida de 60 km² i una zona de respecte de 999,75 km².
La regió de la Muntanya Wuyi és el àrea més important de conservació de la biodiversitat al sud-de la Xina, ja que serveix de refugi a nombroses espècies relictes, moltes de les quals són endèmiques. La serena bellesa de les espectaculars goles del Riu dels Nou Colzes amb els seus nombrosos temples i monestirs -alguns d'ells en ruïnes- va ser l'escenari del naixement del neoconfucianisme. Propagada des d'aquí, aquesta doctrina va exercir una gran influència en les cultures de l'Àsia Oriental a partir del segle xi. Al segle i aC, la veïna localitat de Chengcun va ser una important capital administrativa de la dinastia Han. El recinte de les seves sòlides muralles hi ha un jaciment arqueològic de gran importància.

## Fauna i flora

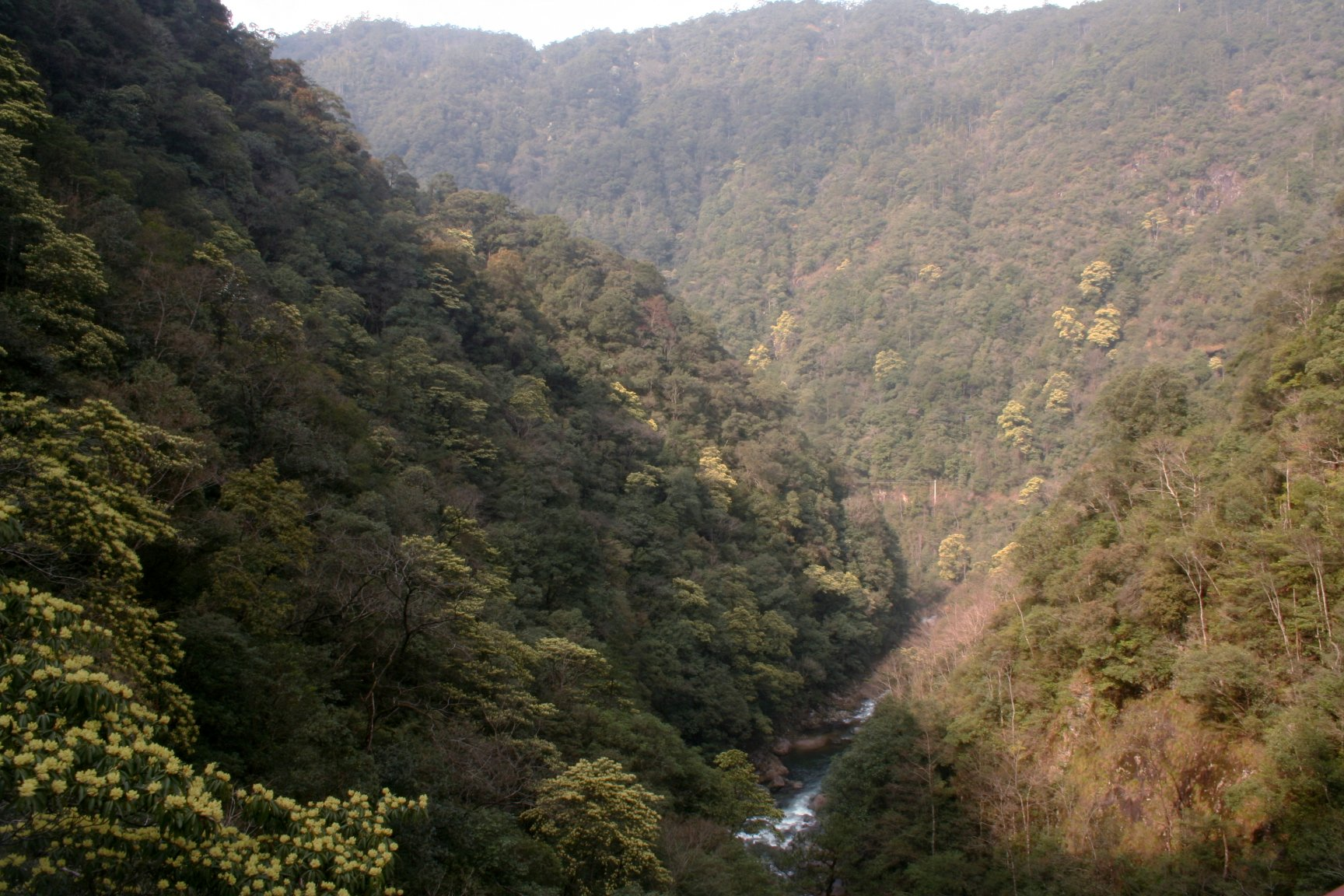
Selva de la reserva natural de la Muntanya Wuyi.

La muntanya Wuyi està coberta per selves primitives sub-tropicals, raó per la qual es va convertir en refugi de fauna i flora silvestre, amb 3.728 espècies de plantes i 5.110 d'animals.
La vall de Guadun té uns 1.300 m d'altitud i uns 500 m d'amplària. En 1873, un pare francès conegut com a David va passar per la vall i va recol·lectar mostres d'ocells i mamífers, difonent el coneixement de la vall de Guadun. Després, van arribar-hi anglesos, americans i alemanys. En un període d'uns cent anys, van ser descobertes més de 600 noves espècies animals a la regió de la muntanya Wuyi, i, solament en Guadun, van ser catalogades 62 espècies de vertebrats.
La muntanya Wuyi també és el regne dels insectes amb 4.635 espècies registrades i designades, de les quals més de 200 són papallones. Segons aquests dades, de les 12 mostres d'un tipus de papallona, 11 són de la muntanya Wuyi. Dazufeng, és una selva de bambú dins de la muntanya, constitueix l'hàbitat d'insectes. Segons es va informar, s'han col·leccionat milions de mostres, de les quals més de cent són noves espècies. Dins de les 32 sèries d'insectes, 31 són de Wuyi. Per als especialistes, Wuyi és el tresor dels insectes.

## Turisme
El nombre de visitants a la zona va augmentar d'aproximadament 424.000 el 1993 a 700.000 el 1998. Un viatge en bassa pel riu és l'activitat més popular, seguit d'una visita a les coves "Thread of Sky", on el sender més estret té una mida de 30 cm. L'accés dels visitants a la zona de protecció de la biodiversitat és controlada.

## Galeria d'imatges

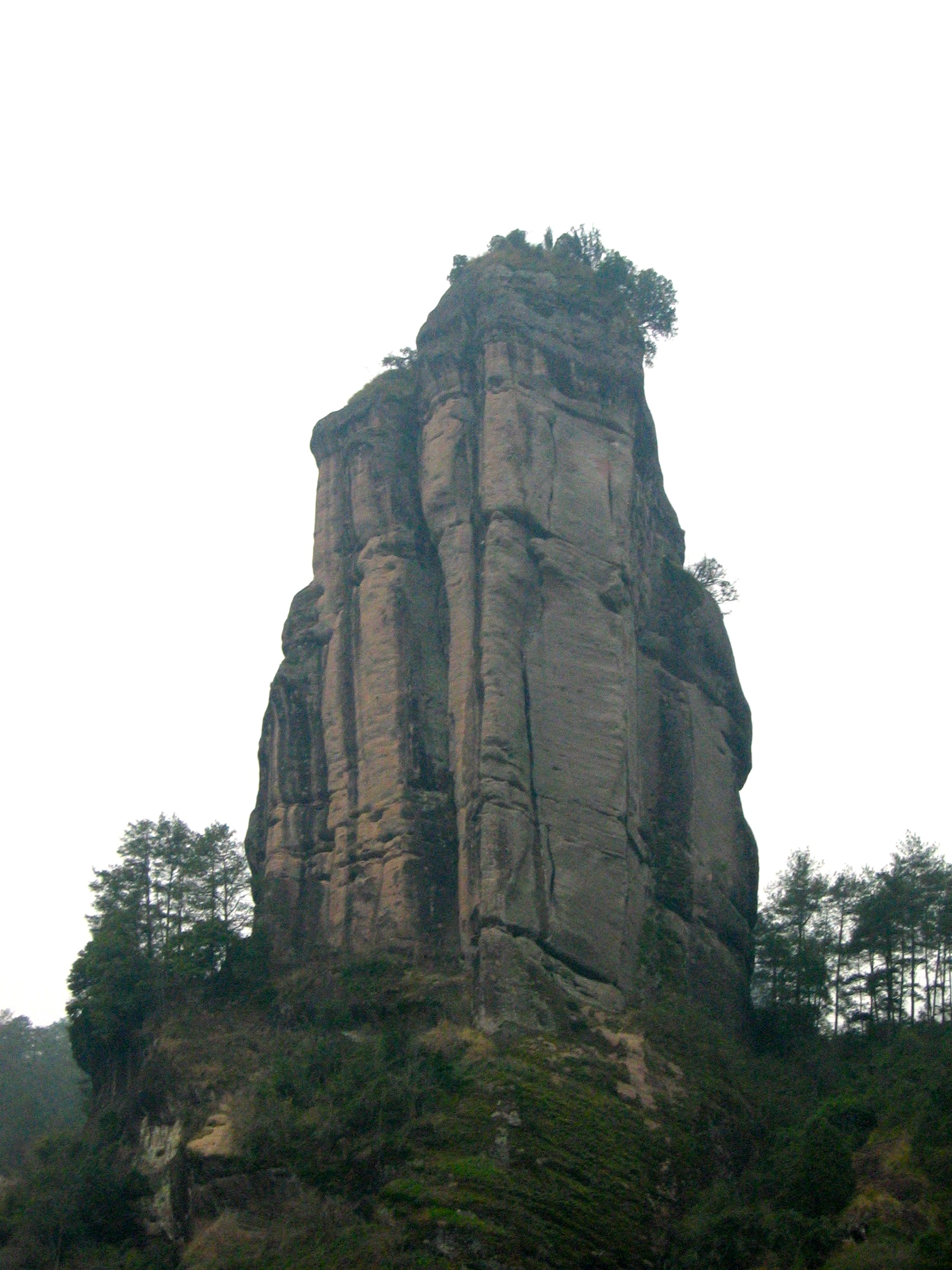
Yunnu símbol del parc
Imatge antiga (1871) del parc
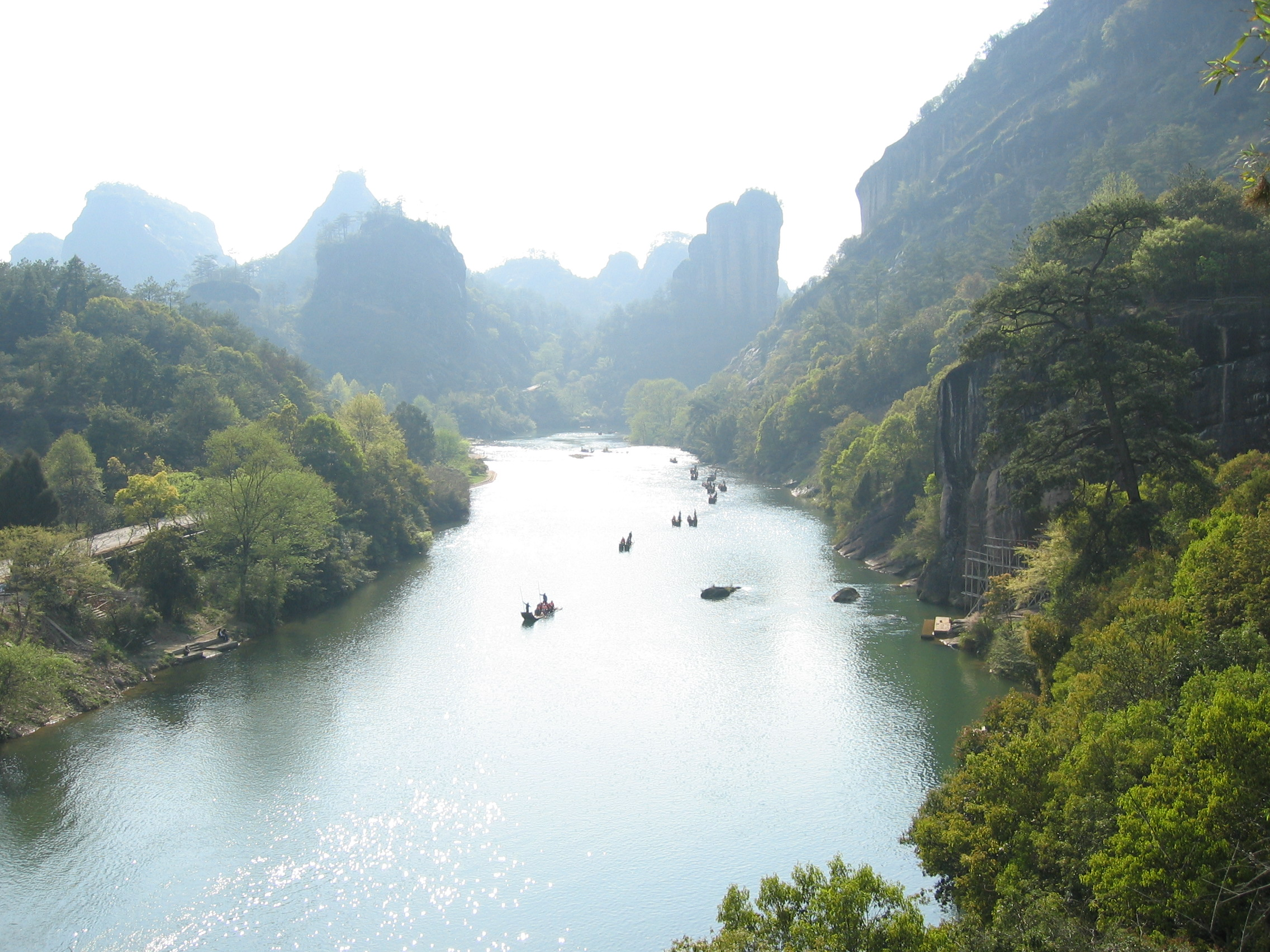
Riu dels nou colzes
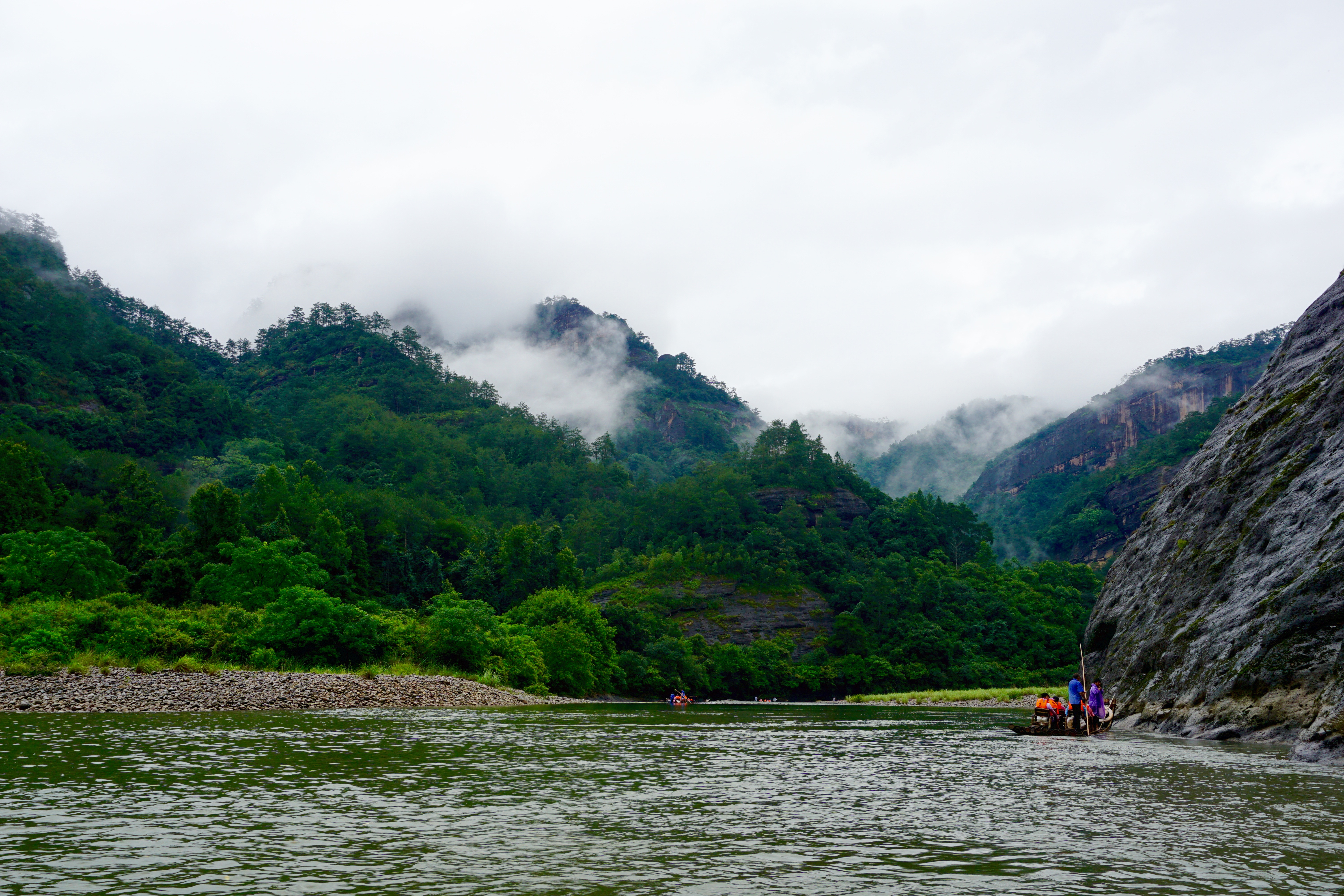
Jiuqu Brook
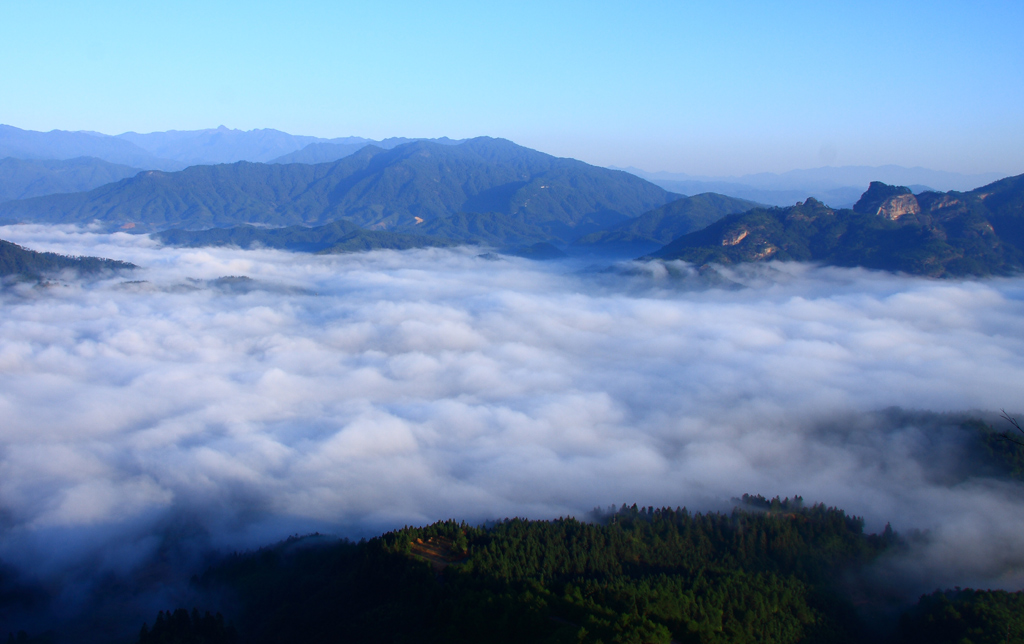
Mar de nuvols envoltant la muntanya
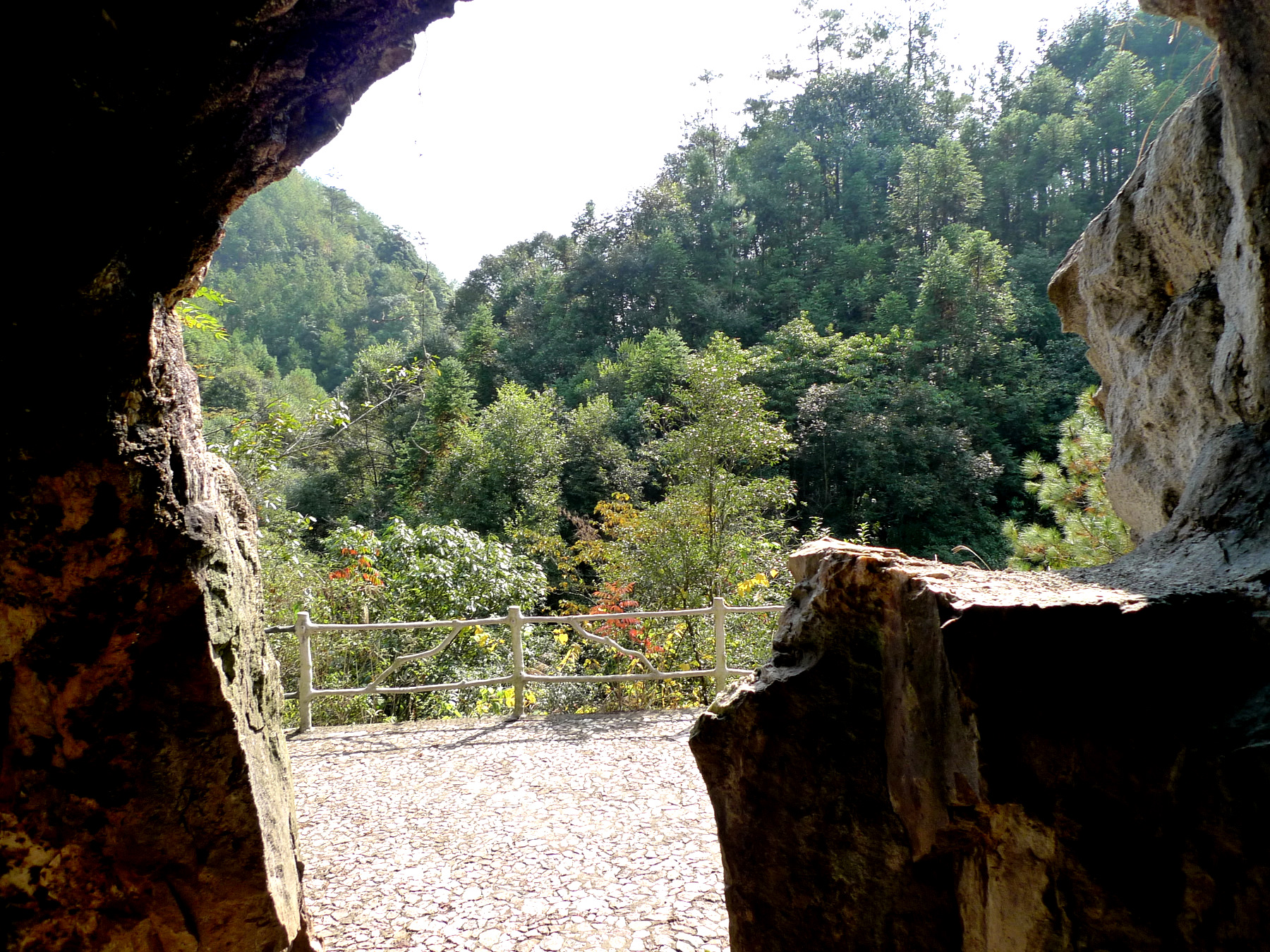
La Cova del drac
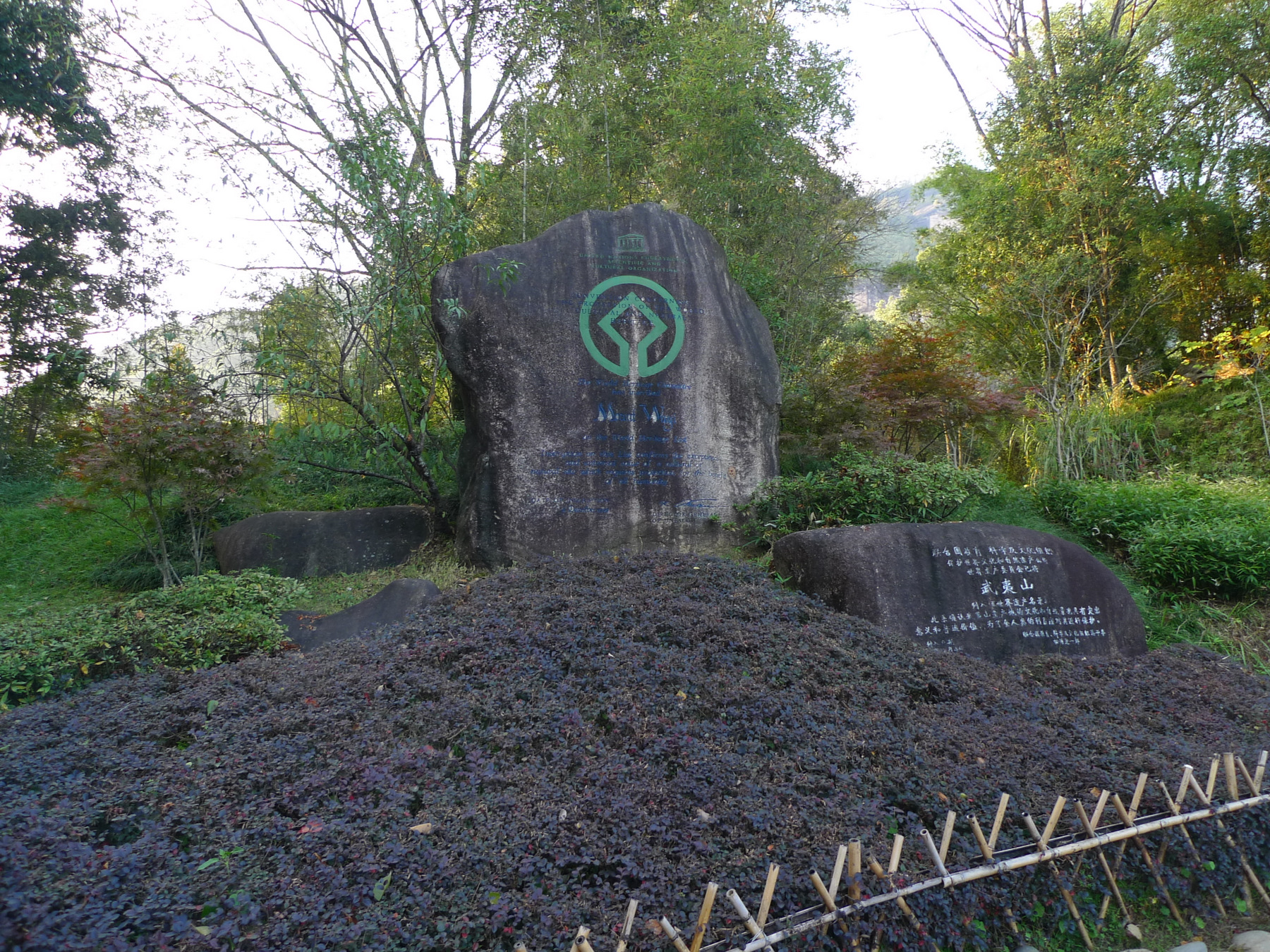
Patrimoni de la UNESCO